# Коханое
Коханое — ботанический заказник местного значения. Находится в Краматорском районе Донецкой области возле села Зелёное. Статус заказника присвоен решением областного совета № XXII/14-38 от 30 сентября 1997 года. Площадь — 37 га. Флористический список «Коханого» насчитывает 220 видов растений, из которых 8 занесены в Красную книгу Украины.